# Bob Van Kerkhoven
Robert "Bob" Van Kerkhoven (Sint-Jans-Molenbeek, 1 januari 1924 - Sint-Jans-Molenbeek, 18 juni 2017) was een Belgisch voetballer die speelde als middenvelder. Hij voetbalde in de Eerste klasse bij Daring Club Brussel en speelde 9 interlandwedstrijden met het Belgisch voetbalelftal.

## Loopbaan
Van Kerkhoven debuteerde omstreeks 1945 als middenvelder in het eerste elftal van Daring Club Brussel, dat actief was in Tweede klasse en verwierf er al spoedig een basisplaats. In 1950 promoveerde de ploeg naar Eerste klasse. De ploeg eindigde steevast in de tweede helft van de rangschikking en belandde in 1954 en 1958 telkens voor één seizoen terug in Tweede klasse. Van Kerkhoven, die kapitein was, bleef er nog voetballen tot in 1963 en zette toen een punt achter zijn spelersloopbaan op het hoogste niveau. In totaal speelde hij voor Daring ruim 500 wedstrijden, waarvan 258 wedstrijden in Eerste klasse, en scoorde hij daarbij 9 doelpunten. Van Kerkhoven was naast voetballer ook zelfstandig verhuizer in het bedrijf van zijn vader.
Tussen 1951 en 1957 werd Van Kerkhoven 37 maal geselecteerd voor een wedstrijd met het Belgisch voetbalelftal. Op het middenveld van de nationale ploeg speelden op dat moment Louis Carré, Victor Mees en Léopold Anoul, die een vaste basisplaats hadden, zodat Van Kerkhoven tijdens deze wedstrijden meestal op de invallersbank zat. In totaal speelde Van Kerkhoven 9 wedstrijden voor de Rode Duivels en scoorde hij één doelpunt, een strafschop in de vriendschappelijke thuiswedstrijd tegen Hongarije in 1956. Hij maakte deel uit van de selectie van het elftal dat deelnam aan het Wereldkampioenschap voetbal 1954 in Zwitserland. Hij zat er tijdens twee wedstrijden op de invallersbank maar kreeg geen speelgelegenheid.
Van 1965 tot 1982 was Van Kerkhoven socialistisch gemeenteraadslid in Molenbeek. Hij overleed op 18 juni 2017 op 93-jarige leeftijd. Zijn overlijden werd pas in oktober 2019 bekendgemaakt door het weekblad BRUZZ.